# MAGIX GmbH & Co. KGaA
MAGIX GmbH & Co. KGaA er et tysk softwarefirma, mest kendt for Magix Music Maker, som er et program til mixing og redigering af musik. Hovedkontoret er beliggende i Berlin, andre tyske lokaliteter er Dresden og Lübbecke. Udover hovedmarkedet Tyskland har MAGIX bl.a. aktiviteter i Storbritannien, Holland, Frankrig, Spanien, Italien, USA, Canada og Taiwan.

## Historie
Firmaet blev grundlagt i 1993 af Jürgen Jaron, Dieter Rein og Erhard Rein. 

## Ekstern henvisning
MAGIX AG
| Tyskland | Spire Denne artikel om et firma eller en virksomhed i Tyskland er en spire som bør udbygges. Du er velkommen til at hjælpe Wikipedia ved at udvide den. |